# Poggio-Mezzana
Poggio-Mezzana (en cors U Poghju è Mezzana) és un municipi francès, situat a la regió de Còrsega, al departament d'Alta Còrsega. L'any 1999 tenia 403 habitants.

## Demografia
| 1962 | 1968 | 1975 | 1982 | 1990 | 1999 |
| ---- | ---- | ---- | ---- | ---- | ---- |
| 189  | 194  | 237  | 287  | 360  | 403  |

## Administració
| Període   | Identitat           | Partit | Qualitat |  |
| --------- | ------------------- | ------ | -------- |  |
| 2001-2008 | Maurice Chiaramonti |        |          |  |